# Escuela de Antioquía
La Escuela de Antioquía fue una escuela de teología cristiana del siglo IV cuya producción teológica se caracterizó por un racionalismo aristotélico opuesto al platonismo imperante en otras escuelas cristianas. En ese sentido, se opuso a la interpretación alegórica de la Biblia, muy común en la Escuela de Alejandría. En ella se formaron importantes personalidades del cristianismo, algunas heterodoxas como Arrio y otras ortodoxas como Juan Crisóstomo.
La escuela fue fundada en la ciudad siria de Antioquía del Orontes por Luciano de Antioquía. Este Luciano fue discípulo de Pablo de Samosata y maestro de Arrio.